# Mala Crkvina
Mala Crkvina is een plaats in de gemeente Krnjak in de Kroatische provincie Karlovac. De plaats telt 41 inwoners (2001).